# Vũ Mạnh Dũng
Vũ Mạnh Dũng (21 tháng 8 năm 1978 – 18 tháng 2 năm 2020) là một nam ca sĩ opera giọng nam trung người Việt Nam. Anh được nhà nước Việt Nam phong tặng danh hiệu Nghệ sĩ ưu tú năm 2019. Vũ Mạnh Dũng được xem là giọng hát opera đáng chú ý tại quốc gia này với nhiều vai diễn chính trong các vở nhạc kịch và thanh xướng kịch. Vũ Mạnh Dũng qua đời năm 2020 sau khi bị anh vợ của mình sát hại.

## Tiểu sử và sự nghiệp
Vũ Mạnh Dũng sinh ngày 21 tháng 8 năm 1978. Anh được sinh ra trong một gia đình không có truyền thống âm nhạc, tuy nhiên anh lại có sở thích ca hát từ bé. Bố mẹ anh đều là người yêu thích ca hát và rất tích cực tham gia các chương trình văn nghệ ở địa phương nên đã tạo điều kiện cho Vũ Mạnh Dũng tham gia các hoạt động này từ nhỏ.
Anh tốt nghiệp cử nhân chuyên ngành Sư phạm âm nhạc, Trường Cao đẳng sư phạm Nhạc Họa Trung ương năm 2000. Sau đó, anh theo học Nhạc viện Hà Nội dưới sự dẫn dắt của Trần Ngọc Lan và giáo sư người Canada Michel Ducharme. Năm 2004, anh tốt nghiệp cử nhân chuyên ngành biểu diễn thanh nhạc đây và được trao huy chương vàng cho bài hát “Người là niềm tin tất thắng” của nhạc sĩ Chu Minh tại Hội diễn ngành giáo dục toàn quốc năm 2004. Năm 2009, Mạnh Dũng tiếp tục tốt nghiệp loại suất sắc thạc sĩ chuyên ngành Biểu diễn thanh nhạc. Cũng trong năm đó, anh giành giải nhì Cuộc thi hát thính phòng – nhạc kịch lần thứ tư. Khi vào vai Papageno trong vở Cây sáo thần của Mozart trong hai năm 2006 và 2007, anh đã giành được được cảm tình của đông đảo công chúng. Anh còn giành được Huy chương Vàng vai diễn Hà trong vở Cô Sao của Đỗ Nhuận tại Hội diễn nghệ thuật chuyên nghiệp toàn quốc 2015.
Năm 2019, anh vào vai chàng thợ cạo thành Siviglia trong tác phẩm Il barbiere di Siviglia thuộc chương trình "Dạ tiệc âm nhạc – Around the world” của Nhà hát Nhạc Vũ Kịch Việt Nam. Cùng năm, anh được Bộ Văn hoá, Thể thao và Du lịch Việt Nam cử là 1 trong 55 ca sĩ thuộc đoàn lưu diễn sang Triều Tiên biểu diễn nhân ngày lễ Thái Dương – kỉ niệm ngày sinh Kim Nhật Thành. Tới tháng 10 cùng năm, anh tham gia vai chính trong buổi tái công diễn vở opera "Người tạc tượng" của nhạc sĩ Đỗ Nhuận nhân dịp kỷ niệm 60 năm thành lập Nhà hát Nhạc Vũ kịch Việt Nam tại Nhà hát Lớn Hà Nội. Trước đó không lâu, nam nghệ sĩ được Nhà nước Việt phong tặng danh hiệu Nghệ sĩ ưu tú.
Trước khi qua đời, Vũ Mạnh Dũng công tác tại Nhà hát Nhạc vũ kịch Việt Nam với tư cách là phó trưởng đoàn ca kịch, và là giảng viên tại Khoa Thanh nhạc Học viện Âm nhạc Quốc gia Việt Nam. Anh còn là giảng viên cộng tác của Trường Đại học Văn hoá Nghệ thuật Quân đội. Anh thường xuyên tham gia các chương trình biểu diễn khác trong các buổi hòa nhạc với Dàn nhạc Giao hưởng Việt Nam và các buổi hòa nhạc thính phòng cho khán giả Hà Nội.

## Đời tư
Vũ Mạnh Dũng kết hôn với Dương Thị Hoàng Yến, một giáo viên thanh nhạc. Anh có 4 người con. Tại thời điểm qua đời, đứa con trai bé nhất mới được 6 tháng tuổi. Khi biết được hoàn cảnh của gia đình Vũ Mạnh Dũng sau khi qua đời, Công đoàn Tổng công ty Hàng không Việt Nam đã quyết định trích tiền quyên góp và đến động viên gia đình anh.

## Nhận định
Vũ Mạnh Dũng sở hữu giọng hát baritone. Anh được nhận định là một trong những giọng ca opera "hàng đầu" của Việt Nam tại thời điểm anh sống. Nam nghệ sĩ đã đạt được nhiều thành công trong sự nghiệp của mình. Những thành tựu của anh được giới truyền thông tôn vinh và nhắc đến một cách đáng kể. Nữ nhà báo Trần Thị Trường nhận định bất cứ vai diễn nào của Vũ Mạnh Dũng "cũng để lại ấn tượng sâu sắc cho người nghe, đặc biệt nhất là vai diễn chàng thợ cạo trong Il barbiere di Siviglia. Một nữ đạo diễn các vở nhạc kịch đã nhận định Vũ Mạnh Dũng sở hữu giọng hát "có âm sắc ấm, tình và kỹ thuật đạt đến độ lão luyện, khi mà anh có thể hát lên đến nốt đô ngoài khuông nhạc ngang [C6] ngửa với giọng tenor". Nữ đạo diễn này bày tỏ thêm ngoài kỹ thuật thanh nhạc, anh còn có khả năng hoá thân vào các nhân vật "với diễn xuất tuyệt vời”.

## Cái chết

### Diễn biến
Ngày 18 và 19 tháng 2 năm 2020, báo chí tại Việt Nam đồng loạt đưa tin Vũ Mạnh Dũng qua đời tại nhà riêng ở phường Chương Dương, quận Hoàn Kiếm do bị anh vợ sát hại. Theo đó, hung thủ là Dương Quang Bình, một người có tiền sử nghiện ma túy và nghiện rượu. Khoảng 18 giờ ngày 18 tháng 2, người này đến một quán rượu ở trên đường Bạch Đằng, quận Hoàn Kiếm nhằm mua 500ml rượu Táo Mèo. Đến khoảng 20 giờ 30, Bình uống hết rượu và bắt đầu cãi nhau với vợ, sau đó tiếp tục chửi bới, gây sự với em gái ruột và em rể là Vũ Mạnh Dũng ở cạnh nhà và chung sân với nhà Bình. Do nghi ngờ Vũ Mạnh Dũng lắp camera để theo dõi mình, Bình đã khóa trái cửa cổng chung giữa hai nhà, sau đó làm đổ chiếc xe máy của vợ chồng Bình, đổ xăng ra sân rồi châm lửa đốt xe máy.
Thấy lửa bùng cháy, vợ Bình hô hoán, kêu Bình chạy lên tầng 2 để đưa hai con ra ngoài. Bố của Bình nghe tiếng hô hoán vội chạy ra sân xem sự việc. Thấy bố xuất hiện với chiếc điện thoại trên tay, Bình giật điện thoại vứt xuống nền nhà, dẫn đến việc hai bố con Bình xảy ra giằng co. Chứng kiến sự việc vợ của Vũ Mạnh Dũng gọi điện báo cho số điện thoại Cảnh sát 113. Công an quận Hoàn kiếm đã phá khóa cổng để vào ngăn cản. Bình đã lấy dao nhọn uy hiếp mọi người trong gia đình và chạy ra sau nhà, trèo qua cửa sổ đi sang nhà vợ chồng Vũ Mạnh Dũng. Lúc này, Vũ Mạnh Dũng cùng bố anh, vợ và con gái đang ở trong nhà. Vũ Mạnh Dũng thấy Bình trèo qua cửa sổ để vào trong nhà nên đã chạy ra ngăn lại và bị đâm 1 nhát vào vùng ngực trái khiến anh tử vong tại chỗ do mất máu cấp. Ngay sau đó, Bình bị lực lượng Công an quận Hoàn Kiếm khống chế, bắt giữ cùng tang vật sau đó.  Thời điểm Vũ Mạnh Dũng được xác định qua đời là vào 22 giờ 10 phút.
Trong quá trình xảy ra vụ án, nhiều người hàng xóm kể lại họ nghe thấy tiếng la hét thất thanh từ nhà của hung thủ. Sau khi hoàn tất thủ tục khám nghiệm hiện trường, cơ quan chức năng đã đưa thi thể Vũ Mạnh Dũng về nhà tang lễ bệnh viện Trung ương Quân đội 108 để người thân lo việc tang lễ.

### Tang lễ và phản ứng của dư luận
Tang lễ của Vũ Mạnh Dũng diễn ra vào đầu giờ chiều ngày 20 tháng 2 năm 2020 tại Nhà tang lễ Số 5 Trần Thánh Tông, Hà Nội. Sau đó anh được hỏa táng tại Nhà hóa thân Hoàn Vũ. Tang lễ của anh được đông đảo giới nghệ sĩ tại Việt Nam đến viếng.
Nhiều người trong giới nghệ sĩ Việt Nam đã bày tỏ sự đau xót khi chứng kiến Vũ Mạnh Dũng qua đời. Nhiều nghệ sĩ và đồng nghiệp của anh như Trần Ly Ly, nghệ sĩ nhân dân Trần Minh Ngọc, Phạm Ngọc Khôi, Trần Lực, Đào Tố Loan... đã đồng loạt bày tỏ sự đau buồn trên cả trang cá nhân và những bài phỏng vấn báo chí. Nhạc trưởng Đồng Quang Vinh cho biết khi nghe tin đã tỏ ra "hoang mang, tưởng đó là đùa", thậm chí anh đã dành ra nửa tiếng để xem ai là người tung ra "trò đùa". Nhạc sĩ Dương Thụ khi được báo tin đã không chấp nhận và gọi nhiều cuộc điện thoại để xác minh, nhưng vẫn không tin là sự thật. Một tờ báo cho biết những người bạn, người đồng nghiệp, và người hâm mộ anh đều phải "hỏi đi hỏi lại nhau" và chưa thể tin về sự thật là anh qua đời.

### Xét xử hung thủ
Ngày 24 tháng 5 năm 2020, Viện Kiểm sát Nhân dân Thành phố Hà Nội cho biết đã hoàn tất cáo trạng truy tố Dương Quang Bình vì tội giết người. Vợ Vũ Mạnh Dũng, Dương Thị Hoàng Yến là người đại diện hợp pháp của chồng đã không yêu cầu bồi thường dân sự và đề nghị cơ quan tố tụng xử lý Bình theo quy định của pháp luật. Tới tháng 7 năm 2021, Toà án nhân dân Thành phố Hà Nội tuyên phạt mức án tử hình với Dương Quang Bình. Tại phiên tòa, người đàn ông này đã thành khẩn khai nhận hành vi phạm tội và tỏ ra "ăn năn hối cải" nhưng kết luận cuối cùng của tòa đưa ra vẫn là "nên cần thiết loại trừ vĩnh viễn bị cáo ra khỏi đời sống xã hội."